# Crenicichla jaguarensis
Crenicichla jaguarensis är en fiskart som beskrevs av Haseman, 1911. Crenicichla jaguarensis ingår i släktet Crenicichla och familjen Cichlidae. Inga underarter finns listade i Catalogue of Life.